# Furikake

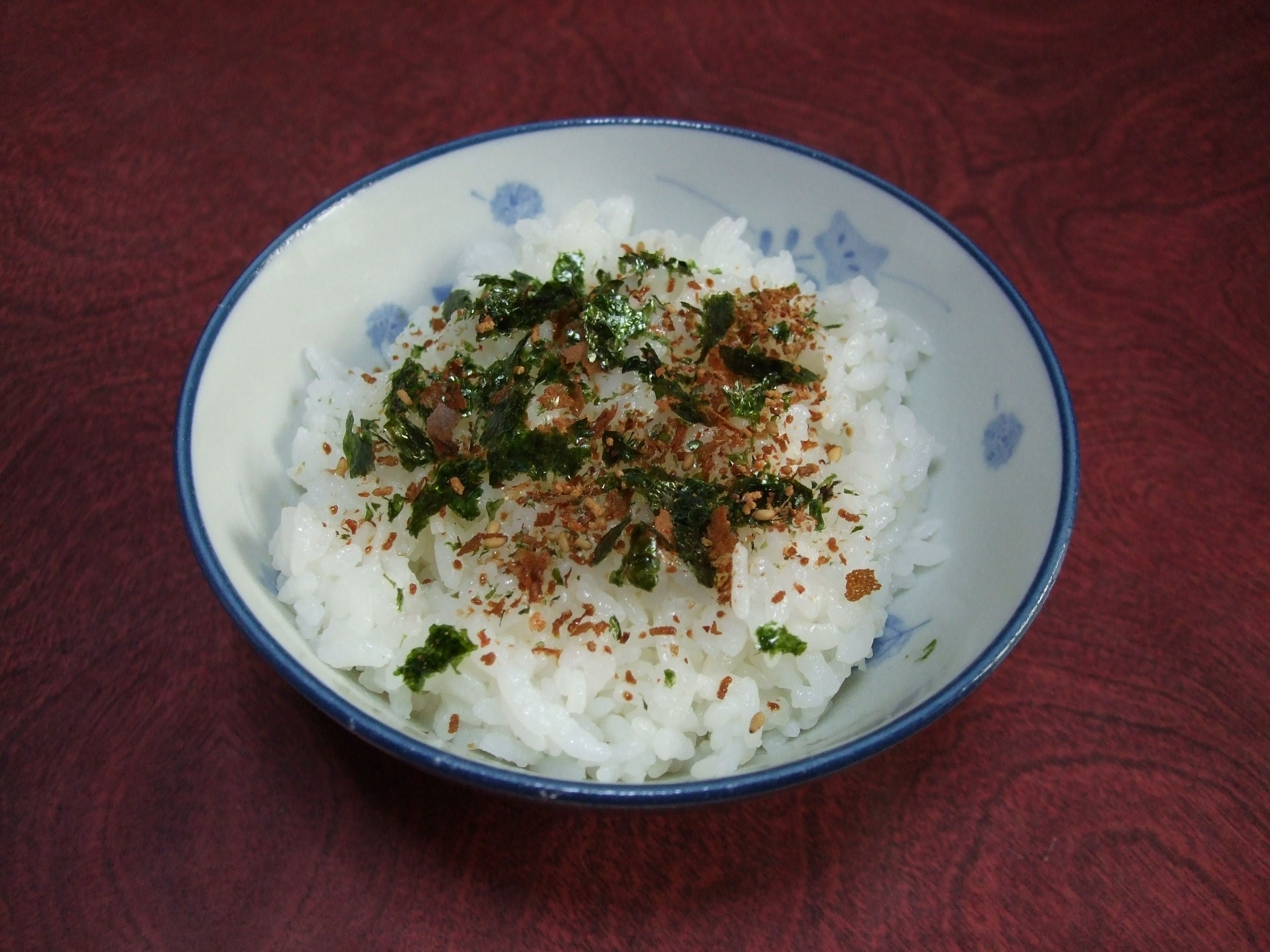
Furikake sobre arroz blanco.

El furikake (ふりかけ?) es un condimento utilizado en la gastronomía japonesa para potenciar el sabor. Se hace a base de ingredientes deshidratados y molidos, por lo que existen muchas variantes, y generalmente se espolvorea sobre arroz gohan o se utiliza para hacer onigiri. El término proviene del verbo furikakeru (振り掛ける?), «espolvorear».
La base del furikake es una mezcla molida de algas nori, pescado seco (katsuobushi), sésamo, verduras deshidratadas y glutamato monosódico, a la que pueden añadirse distintos ingredientes dependiendo de la variedad. Los japoneses expandieron su consumo en la década de 1950 como un aporte adicional de calcio y proteína.